# Nefrologia

Il rene (clicca sull'immagine per la descrizione)

La nefrologia (derivante dall'unione delle parole greche νεφρός, nefròs, che significa rene, e λόγος, lògos, che significa discorso, studio) è quella branca della medicina interna che si occupa delle malattie renali. Il nefrologo studia il rene dal punto di vista anatomico, fisiologico e patologico. Esso si occupa inoltre di ipertensione arteriosa e dei disordini dell'acqua e degli elettroliti corporei. Il disturbo della regolazione dell'equilibrio idroelettrolitico, infatti, è una delle caratteristiche principali di chi è affetto da una patologia renale. La nefrologia si occupa, inoltre, di assicurare il supporto sostitutivo renale mediante dialisi ai pazienti con insufficienza renale acuta o cronica. Inoltre, il nefrologo si occupa anche della gestione medica del trapianto di rene. 
L'associazione dei nefrologi italiani è la Società Italiana di Nefrologia, associazione medico-scientifica libera, apartitica e senza fini di lucro, con sede a Roma. Le sue finalità sono esplicitate nel suo statuto.